# 基礎設施即服務
基礎設施即服務（英語：Infrastructure as a Service，簡稱 IaaS）又稱基礎架構即服務是提供消費者處理、儲存、網路以及各種基礎運算資源，以部署與執行作業系統或應用程式等各種軟體。
IaaS 是云服务的最底层，主要提供一些基础资源。它与 PaaS 的区别是，用户需要自己控制底层，实现基础设施的使用逻辑。
客戶端無須購買伺服器、軟體等網路設備，即可任意部署和運行處理、存儲、網絡和其它基本的計算資源，不能控管或控制底層的基礎設施，但是可以控制作業系統、儲存裝置、已部署的應用程式，有時也可以有限度地控制特定的網路元件，像是主機端防火牆。

下面这些都属于 IaaS。
- Amazon EC2
- Digital Ocean
- RackSpace Cloud
- OpenStack